# Forte de Miranda
O Forte de Miranda localizava-se no Presídio de Miranda, à margem direita do rio M'boteteí (atual rio Miranda), afluente da margem esquerda do rio Paraguai, hoje cidade de Miranda, no estado de Mato Grosso do Sul, no Brasil.

## História
O forte remonta a um Presídio (colônia militar) fundado em 1797 pelo governador e capitão-general da capitania de Mato Grosso, Caetano Pinto de Miranda Montenegro (17??-1804) (SOUZA, 1885:139), povoado com indígenas de várias etnias, principalmente Terena (SILVA, 2001). Para a sua defesa, foi erguido um reduto de planta poligonal quadrangular, com um redente ao centro de cada face. O seu plano mostra os edifícios de serviço distribuídos no interior terrapleno, ao abrigo das muralhas, erguidas com estacas de madeira e terra apiloada, com um fosso defendendo o perímetro externo. Este Presídio estava sob o comando do Tenente de Dragões Francisco Rodrigues do Prado, quando por determinação de Ricardo Franco de Almeida Serra, as suas forças contra-atacam o Fortim de San José de Apa, assegurando, na Guerra de 1801, em definitivo para Portugal a fronteira sul do Mato Grosso (MELLO, 1963:28).
Neste Presídio funcionou, de fevereiro de 1799 a fevereiro de 1801 pelo menos, um Armazém Real (Armazém Real do Presídio de Miranda), um depósito de armas, munições, fardamentos, ferramentas, alimentos, equipamentos náuticos e tudo o mais necessário ao uso das forças militares da Coroa Portuguesa ou mesmo das suas repartições civis.
SOUZA (1895), menciona que a exploração do major Luiz d'Allincourt em 1826 encontrou essa fortificação aberta e arruinada (op. cit., p. 139).
De acordo com TAUNAY (s.d.), existiu neste povoado "…sito a 210 quilômetros a NO de Nioac" (op. cit., p. 41) "(…) sobre o local de velha fortificação, outrora bem construído quartel, então muito deteriorado pelo fogo (…)" (op. cit., p. 33), incendiado, como a vila, pelas forças invasoras paraguaias no contexto da Guerra da Tríplice Aliança (1864-1870).
Não confundir o Presídio oitocentista que originou a vila de Miranda com a Colônia Militar de Miranda, erguida pelo Império também na região, à época da Guerra da Tríplice Aliança (1864-1870) também envolvida no episódio da Retirada da Laguna, mas localizada 80 quilômetros SSO de Nioac (TAUNAY, s.d.:41).